# Durbuy
Durbuy (wa. Derbu) – miasto w południowo-wschodniej Belgii, w Regionie Walońskim, w prowincji Luksemburg, w okręgu Marche-en-Famenne. 1 stycznia 2024 roku liczyło 11 506 mieszkańców. Leży nad rzeką Ourthe.

## Podział administracyjny
W skład miasta wchodzi jedenaście dzielnic (section):
- Barvaux-sur-Ourthe
- Bende
- Bomal
- Borlon
- Grandhan (Groothan)
- Heyd
- Izier
- Septon
- Tohogne
- Villers-Sainte-Gertrude
- Wéris

## Współpraca
Miejscowości partnerskie:
- Benești, Rumunia
- Hanyū, Japonia
- Nieuwpoort, Flandria Zachodnia
- Östhammar, Szwecja
- Saint-Amour-Bellevue, Francja
- Saint-Émilion, Francja